# オキナガレガニ
オキナガレガニ（沖流れ蟹、Planes）は、エビ目・カニ下目・イワガニ科・オキナガレガニ属に分類されるカニ。日本で見られるのはP.cyaneus（Syn.major McLeay,1838）であり、房総半島以南の太平洋沿岸に生息し、太平洋中部やインド洋に広く生息する。P.minitusは大西洋に生息し、P.marinusは南太平洋に生息する。
甲幅は約2.5cmほどで、丸みのある正方形に近い四角形である。甲はおおむね平滑であるが後側縁に稜線がある。歩脚は扁平で、腕節や前節・指節には軟毛が密生していて、遊泳に適している。
海面を漂う流木・流れ藻・軽石、最近ではビニールや発泡スチロール類などのあらゆる種類の漂流物に付着して外洋まで流れていく。また、ウミガメやクラゲに付着することもあり、産卵後に卵を埋めるウミガメにより埋められてしまう間抜けな個体もいるようで、卵と一緒に発見されることがある。カニ類のほとんどが生活型 (水生生物)で分類するとベントス（底生生物）に属するが、オキナガレガニはハイポニューストン（水表下生物）といういささかややこしい生活型に属する数少ないカニである。
外洋に流れるという特殊な生活史を持つため、繁殖・産卵などがどこでどのように行なわれるかについては、いまだ不明な部分が多い。
また、「コロンブスガニ」という別名でも有名である。これはクリストファー・コロンブスのアメリカ発見の際の航海日誌にちなんでいる。1492年9月17日の日誌に
さらにたくさんの草を見つけたが、それは川の草のようで、その草の中に生きたかにが一匹見つかった。……これこそ陸地が近い確かな証拠である（訳文は林屋永吉訳『コロンブズ航海誌』（岩波書店 1977）による）
とある。この流れ藻に付着していたカニがオキナガレガニであり、大西洋に生息するP.minitusであると考えられ、アメリカ大陸発見の前兆となったカニであると言われる。しかし、上述のとおりオキナガレガニは外洋を漂流するカニであり、コロンブスの予想とは違って陸地が近いという証拠にはなりそうにない。実際、コロンブスが陸地にたどりついたのは24日後の10月11日であった。